# Baconia choaspites
Baconia choaspites är en skalbaggsart som beskrevs av Lewis 1901. Baconia choaspites ingår i släktet Baconia och familjen stumpbaggar. Inga underarter finns listade i Catalogue of Life.